# Deinopa veluticollis
Deinopa veluticollis är en fjärilsart som beskrevs av George Francis Hampson 1898. Deinopa veluticollis ingår i släktet Deinopa och familjen nattflyn. Inga underarter finns listade i Catalogue of Life.